# Slaget ved Williamsburg
Slaget ved Williamsburg, også kendt som slaget ved Fort Magruder, fandt sted den 5. maj 1862, i York County, James City County og Williamsburg, Virginia, som led i Peninsula-kampagnen i den amerikanske borgerkrig. Det var det første egentlige slag i Peninsula-kampagnen hvor næsten 41.000 unionssoldater og 32.000 konfødererede deltog i et uafgjort slag, som sluttede med at de konfødererede fortsatte deres tilbagetrækning.
Efter den konfødererede tilbagetrækning fra Yorktown, stødte unionsdivisionen under brigadegeneral Joseph Hooker på den konfødererede bagtrop nær Williamsburg. Hooker angreb Fort Magruder, befæstning af jord langs Williamsburg vejen, men blev slået tilbage. Konfødererede modangreb under ledelse af generalmajor James Longstreet, truede med at overvælde unionsstyrkens venstre flanke indtil brigadegeneral Philip Kearnys division ankom og stabiliserede unionens stilling. Brigadegeneral Winfield S. Hancocks brigade rykkede derefter ud for at true de konfødereredes venstre flanke og besatte to forladte skanser. De konfødererede gennemførte uden held et modangreb. Hancocks lokale succes blev ikke udnyttet. Den konfødererede armé fortsatte sin tilbagetrækningen i løbet af natten i retning af Richmond, Virginia.

## Baggrund
Da den konfødererede general Joseph E. Johnston uventet trak sine styrker tilbage fra Warwick-linjen i slaget ved Yorktown om natten den 3. maj blev unionens generalmajor George B. McClellan overrasket, og han var ikke klar til straks at iværksætte en forfølgelse. Den 4. maj beordrede han kavalerilederen brigadegeneral George Stoneman til at forfølge Johnsons bagtrop og sendte omkring halvdelen af sin Army of the Potomac med bag Stoneman under ledelse af brigadegeneral Edwin V. Sumner. Han beordrede også brigadegeneral William B. Franklins division til at gå om bord på transportskibe på York River i et forsøg på at trænge op ad floden og gå i land og afskære Johnstons retræte. Det tog imidlertid to dage blot at laste mænd og udstyr om bord på skibene, så manøvren havde ikke stor effekt på slaget den 5. maj. Franklins division blev landsat og kæmpede i Slaget ved Eltham's Landing den 7. maj.
Den 5. maj rykkede Johnston hær langsomt af sted på mudrede veje, og Stonemans kavaleri førte ildkampe med brigadegeneral J.E.B. Stuarts kavaleri, som udgjorde Johnstons bagtrop. For at give hovedparten af sin hær tid til at komme fri, udskilte Johnston en del af sin styrke til at stå fast ved en stor jordbefæstning, Fort Magruder, som strakte sig henover Williamsburg vejen(fra Yorktown). Den var tidligere blevet opført af brigadegeneral John B. Magruder.

## Slaget
Brigadegeneral Joseph Hookers 2. division af 3. korps var det forreste infanteri under unionshærens fremrykning. De angreb Fort Magruder og en linje af skyttegrave og mindre befæstninger, som strakte sig i en bue sydvest for fortet, men blev slået tilbage. Konfødererede modangreb under ledelse af generalmajor James Longstreet truede med at løbe Hooker division over ende. Den havde angrebet alene siden tidlig morgen, mens de afventede at hovedstyrken skulle ankomme. Hooker havde ventet at brigadegeneral William F. "Baldy" Smiths 2. division fra 4. korps, som marcherede nordpå ad Yorktown vejen ville høre lyden af kamp og komme på på Hookers højre flanke som støtte. Men Smith var blevet stoppet af Sumner 2 km fra Hookers stilling. Han havde været bekymret for at de konfødererede ville forlade deres befæstninger og angribe ham på Yorktown vejen.
Longstreets mænd forlod ganske vist deres stillinger, men de angreb Hooker, hverken Smith eller Sumner. Brigadegeneral Cadmus M. Wilcoxs brigade udøvede et stort tryk på Hookers linje. Regimentsorkestre, som spillede Yankee Doodle bremsende de retirerende tropper tilstrækkeligt da de passerede og tillod dem at samle sig længe nok til at blive hjulpet af ankomsten af brigadegeneral Philip Kearnys 3. division af 3. korps omkring kl. 14.30. Kearny red synligt på sin hest foran sin skyttelinje for at rekognoscere og tilskyndede sin mænd til at rykke fremad ved at hæve sablen med sin eneste arm. De konfødererede blev skubbet væk fra Lee's Mill vejen og tilbage i skovene og til deres forsvarsstillinger. Der foregik der en kraftig ildkamp indtil sidst på eftermiddagen.
Mens Hooker fortsatte med at holde de konfødererede styrker beskæftiget foran Fort Magruder begyndte brigadegeneral Winfield S. Hancocks 1. brigade i Baldy Smiths division, som havde marcheret nogle kilometer til de konfødereredes højre fløj og krydset Cub's Creek der hvor den var dæmmet op for at danne Jones' Mølledam, at bombardere Longstreets venstre flanke omkring middag. Generalmajor D.H. Hill, som havde kommandoen over Longstreets reservestyrke, havde tidligere afsendt en brigade under brigadegeneral Jubal A. Early og posteret dem på arealerne ved College of William and Mary. Da de hørte lyden af unionsartilleri skyndte Early og Hill sig i den retning. Early delte sin styrke og ledte to af sine fire regimenter (24. og 38. Virginia Infantry) gennem skovene uden tilstrækkelig rekognoscering og opdagede at de ikke dukkede frem på fjendens flanke men lige foran Hancocks kanoner, som var opstillet i to forladte skanser. Han førte selv 24. Virginia i et håbløst angreb, og blev såret af en kugle gennem skulderen.
Hancock havde gentagne gange fået ordre fra Sumner om at trække sin styrke tilbage til Cub Creek, men han brugte det konfødererede angreb som undskyldning til at stå fast. Da 24. Virginia angreb dukkede D.H. Hill frem fra skovene med et af Earlys andre regimenter, 5. North Carolina. Han gav ordre til et angreb inden han indså sin vanskelige situation. Hancocks 3.400 infanterister og 8 kanoner var langt stærkere end de to angribende konfødererede regimenter på 1.200 mand uden kanoner. Han afblæste angrebet efter at det var begyndt, men Hancock beordrede et modangreb. Tropperne fra North Carolina havde tab på 302, Virginianerne 508. Unionens tab lå på omkring 100. Efter slaget fik modangrebet betydelig omtale som et større modigt bajonetangreb og McClellans beskrivelse af Hancocks "superbe" indsats gav ham tilnavnet "Hancock the Superb."
Omkring kl. 14. ankom brigadegeneral John J. Pecks brigade fra brigadegeneral Darius N. Couchs 1. division i 4. korps for at støte og forlænge højre flanke af Hookers linje, som på det tidspunkt var blevet presset tilbage fra det ryddere område foran Fort Magruder ind i abatis og kraftig skov omkring 500–900 m fra de konfødererede befæstninger. Moralen blandt Hookers tropper var ramt hård af tabet af kaptajn Charles H. Webbers "H" batteri fra 1. U.S. Light Artillery og kaptajn Walter M. Bramhalls 6. batteri fra New York Light Artillery. Pecks ankomst på slagmarkens og hans brigades generobring af Bramhalls batteri kom på et kritisk tidspunkt for Hookers division, som var på nippet til at trække sig tilbage.

## Efterspil
Aviserne i Nordstaterne fremstillede slaget som en sejr for den føderale hær. McClellan kaldte det fejlagtigt for en "brilliant sejr" over overlegne styrker. Forsvaret af Willamsburg blev imidlertid set i Syden som en måde at forsinke Unionshæren, hvilket tillod hovedparten af den konfødererede hær at fortsætte sin tilbagetrækening mod Richmond. De konfødererede tab, inklusiv kavalerikampene den 4. maj var på 1.682. Unionens tab var på 2.283.

## Eksterne kilder
- Slaget ved Williamsburg Arkiveret 9. november 2009 hos  Wayback Machine på Georgia's Blue and Gray Trail website
- Virginia Civil War Traveler map
- Ricker, Harry H., III, Battle of Williamsburg — Detaljeret strategisk og taktisk beskrivelse.

37°15′51″N 76°39′57″V / 37.2642°N 76.6659°V